# Chinatown (phim)
Chinatown là một bộ phim hình sự, tâm lý được sản xuất năm 1974 bởi đạo diễn gây nhiều tranh cãi Roman Polanski, phim thuộc thể loại Neo-noir và nằm trong danh sách 100 phim hay nhất mọi thời đại của Viện điện ảnh Hoa Kỳ.
Nội dung phim xoay quanh quá trình điều tra của thám tử tư "Jake" Gittes (Jack Nicholson) về những bí ẩn của gia đình Hollis I. Mulwray (Zwerling), kỹ sư trưởng Sở nước và năng lượng Los Angeles. Trong quá trình điều tra, Gittes đã phát hiện ra nhiều bí mật khủng khiếp, anh cố gắng vạch trần những kẻ xấu và bảo vệ người vô tội nhưng luôn phải đối mặt với những hiểm nguy tiềm tàng mà bản thân anh không biết.
Bộ phim nhận được 11 đề cử cho giải Oscar nhưng chỉ đạt giải cho kịch bản gốc xuất sắc nhất, tuy nhiên nó đã giành giải Quả cầu vàng cho phim Best Drama, đạo diễn xuất sắc nhất, nam diễn viên xuất sắc nhất và kịch bản hay nhất.

## Nội dung
Một người phụ nữ tự nhận là Evelyn Mulwray (Ida Sessions) thuê thám tử tư JJ "Jake" Gittes (Jack Nicholson) giám sát chồng cô ta, Hollis Mulwray I. (Zwerling), kỹ sư trưởng Bộ Nước và năng lượng Los Angeles vì nghi ngờ ông ta ngoại tình. Gittes theo dõi và nghe Hollis công khai phản đối việc xây dựng một hồ chứa, đồng thời chụp được những bức ảnh ông ta với một người phụ nữ trẻ (Palmer), sau đó công khai trên trang nhất của 1 tờ báo ngay ngày hôm sau. Khi trở về văn phòng của mình, Gittes phải đối mặt với Evelyn Mulwray thật, đe dọa sẽ kiện Gittes vì bới móc đời tư của chồng cô.
Nhận ra rằng mình bị lợi dụng, Gittes muốn biết ai là kẻ muốn hạ bệ Mulwray, nhưng trước khi anh kịp đặt câu hỏi với Hollis thì trung úy Lou Escobar (Lopez) thông báo rằng ông ta đã chết đuối trong một hồ chứa nước ngọt và cảnh sát coi đó là một tai nạn. Dưới danh nghĩa làm việc cho bà Mulwray, Gittes điều tra nghi ngờ của anh về nghi án giết người và nhận thấy rằng, mặc dù số lượng rất lớn nước đang phát tán từ các hồ chứa mỗi đêm, các mảnh đất vẫn khô cằn. Gittes bị cảnh báo không nên nhúng mũi quá sâu vào chuyên người khác bởi Claude Mulvihill (Jenson) và một tay sai (Polanski), người chém mũi của Jake. Trở lại tại văn phòng của ông, ông nhận được một cuộc gọi từ Ida Sessions, người xác nhận mình như là kẻ giả mạo bà Mulwray. Cô ta không dám tiết lộ danh tính chủ nhân, nhưng cung cấp một đầu mối: tên của một trong "những người" đã chết, có trong cáo phó ngày hôm đó.
Gittes phát hiện ra Hollis đã từng là đối tác của Noah Cross (Huston), cha của Evelyn. Trong bữa ăn trưa ở câu lạc bộ tư nhân, Cross đề nghị mức giá 10000 usd cho Gittes để tìm kiếm tình nhân mất tích của Hollis Mulwray. Gittes đến nơi lưu trữ hồ sơ quyền sử dụng đất và phát hiện ra rằng một số lượng lớn các diện tích vùng "Tây Bắc Valley" đã thay đổi quyền sở hữu. Trong khi điều tra, ông bị tấn công bởi những người nông dân, chủ các mảnh đất chưa bị thâu tóm; họ cho rằng anh là người của Sở nước hoặc của các địa chủ đang cố gắng ép họ từ bỏ các đồn điền bằng cách đầu độc nguồn nước,
Trong những cái tên sở hữu vùng đất Tây Bắc Valley, Gittes phát hiện ra một người đã chết trước khi mua đất của các nông dân nhờ tờ cáo phó mà Ida Sessions cung cấp. Anh tìm ra động cơ Hollis Mulwray bị giết là do đã phát hiện ra các hồ chứa mới sẽ được sử dụng để tưới cho các vùng đất mới đổi quyền sở hữu. Khi tìm đến viện dưỡng lão nơi những chủ sở hữu đất an dưỡng, Gittes và Evelyn đã đụng độ Mulvihill và tay chân của hắn, họ chạy trốn và ẩn náu tại nhà của Evelyn, chăm sóc cho vết thương cho nhau và kết thúc bằng việc lên giường. Họ tâm sự với nhau nhưng Gittes không muốn nhắc lại chuyện cũ, nhất là về Chinatown nơi trước đây anh từng là cảnh sát và đã không bảo vệ được một người phụ nữ(Chinatown nổi tiếng vì sự phức tạp và vô luật pháp tại đây)
Sáng sớm, Evelyn nhận được một cuộc điện thoại bất ngờ; cô cảnh báo Gittes rằng cha cô Noah Cross là nguy hiểm và điên rồ và lái xe đi. Gittes theo sau xe cô đến một ngôi nhà và nhìn thấy Evelyn chăm sóc cho tình nhân của Mulwray. Gittes ép Evelyn nói ra sự thật, nếu không sẽ bắt cô đến đồn cảnh sát. Evelyn buộc phải thừa nhận đó là em gái của mình.
Gittes trở về nhà và nhận được một cuộc gọi nặc danh, hẹn anh đến căn hộ của Ida Sessions; anh tìm thấy cô bị giết và trung úy Escobar đang chờ anh đến. Escobar gây áp lực cho Gittes khai ra những gì anh biết vì báo cáo của nhân viên điều tra tìm thấy nước muối trong phổi của Mulwray, chỉ ra rằng cơ thể đã được di chuyển sau khi chết. Escobar nghi ngờ Evelyn giết chồng vì ghen tức và buộc Gittes giao nộp cô nhanh chóng nếu không muốn đối mặt với rắc rối cho bản thân.
Gittes trở về dinh thự của Evelyn. Ở đó, anh phát hiện ra một cặp kính hai tròng trong ao vườn nước muối và thấy người giúp việc đang đóng gói đồ đạc. Anh quay lại ngôi nhà đang chứa tình nhân của Hollis, gặp Evelyn và nói ra những nghi ngờ của mình đồng thời bắt cô khai ra sự thật về cô gái nếu không muốn đối mặt với cảnh sát về tội giết người. Gittes tát Evelyn liên tục cho đến khi cô kêu lên "Cô ấy là em gái và con gái tôi!", Sau đó vừa khóc vừa hỏi Gittes nếu điều đó là "quá khó khăn" cho anh ta để hiểu những gì đã xảy ra giữa cha cô và cô. Evelyn cũng cho biết cô gái là Katherine và cặp kính không phải của Hollis vì anh ra không dùng kính hai tròng.
Gittes lập kế hoạch để hai người phụ nữ trốn sang Mexico. Anh hẹn Evelyn gặp ở nhà quản gia của cô trong Chinatown. Gittes gọi Cross đến nhà của Mulrway để giải quyết thỏa thuận của họ với các cô gái. Tại đây Gittes buộc tội giết người của Cross và ông ta đã thừa nhận ý định xát nhập Tây Bắc Valley vào thành phố Los Angeles, sau đó tưới và phát triển nó. Gittes đã đưa ra cặp kính hai tròng Cross, bằng chứng giết người của Croos nhưng Mulvihill xuất hiện và tịch thu kính, sau đó buộc Jake lái xe đưa hắn và Cross đến gặp 2 người phụ nữ
Khi ba người đến nhà địa điểm ẩn náu tại Chinatown, cảnh sát đã có mặt và tạm giữ Gittes. Gittes tố cáo Cross nhưng Ecobar không tin anh, vừa lúc đó Evelyn xuất hiện và ngăn chặn Cross tiếp cận Katherine, Cross không hề nao núng nên Evelyn bắn hắn vào cánh tay rồi lái xe bỏ chạy. Nhưng cảnh sát bắn theo chiếc xe và Evelyn bị chết bằng một viên đạn xuyên qua mắt. Chiếc xe dừng lại, Cross và tay chân kéo Katherine và dẫn cô ấy đi, Ecobar ra lệnh thả Gittes. Cuối phim, một cảnh sát nói với Gittes "Thôi quên đi, Jake, đây là Chinatown"